# ÖFB Frauen Cup
La ÖFB Frauen Cup, nota anche col nome sponsorizzato di SPORTLAND Niederösterreich Frauen Cup, è una competizione ufficiale austriaca di calcio organizzata dalla ÖFB per squadre femminili. È la seconda competizione per importanza dopo la ÖFB Frauen Bundesliga, la massima serie del campionato nazionale. Vi partecipano tutte le squadre della ÖFB Frauen Bundesliga e della ÖFB 2. Frauen Bundesliga, più le vincitrici delle coppa dei novi stati austriaci.

## Storia
La prima edizione si tenne nella stagione 1972-73, quando fu vinta dal Landhaus Vienna. Si svolse regolarmente nelle stagioni seguenti sotto l'organizzazione della WFV, la federazione calcistica viennese. A partire dalla stagione 1992-93 l'organizzazione passò all'ÖFB, che rinominò la competizione in ÖFB-Ladies-Cup. Tra il 2004 e il 2009 il nome sponsorizzato fu "ÖFB-Stiegl-Ladies-Cup". Nel 2018 il nome venne mutato in "ÖFB Frauen Cup". La competizione non si è disputata nelle stagioni 1988-89, 1991-92 e 2020-21. L'edizione 2019-20 venne, invece, interrotta ed annullata per gli effetti della pandemia di COVID-19.
Il Landhaus Vienna è la squadra ad aver vinto il maggior numero di coppe, 11. Il Neulengbach ha vinto dieci edizioni consecutive dal 2003 al 2012, seguito dal St. Pölten con altrettante edizioni vinte consecutivamente dal 2013 al 2024.

## Albo d'oro
- 1972-1973:  Landhaus Vienna (1)
- 1973-1974:  Ostbahn XI (1)
- 1974-1975:  Landhaus Vienna (2)
- 1975-1976:  Landhaus Vienna (3)
- 1976-1977:  Elektra Vienna (1)
- 1977-1978:  Elektra Vienna (2)
- 1978-1979:  LUV Graz (1)
- 1979-1980:  Landhaus Vienna (4)
- 1980-1981:  Ostbahn XI (2)
- 1981-1982:  Ostbahn XI (3)
- 1982-1983:  Ostbahn XI (4)
- 1983-1984:  Ostbahn XI (5)
- 1984-1985:  Wacker Innsbruck (1)
- 1985-1986:  Landhaus Vienna (5)
- 1986-1987:  Landhaus Vienna (6)
- 1987-1988:  Landhaus Vienna (7)
- 1988-1989: non disputata
- 1989-1990:  Brunn am Gebirge (1)
- 1990-1991:  Union Kleinmünchen (1)
- 1991-1992: non disputata
- 1992-1993:  Union Kleinmünchen (2)
- 1993-1994:  Innsbrucker (1)
- 1994-1995:  Union Kleinmünchen (3)
- 1995-1996:  Union Kleinmünchen (4)
- 1996-1997:  Landhaus Vienna (8)
- 1997-1998:  Union Kleinmünchen (5)
- 1998-1999:  Union Kleinmünchen (6)
- 1999-2000:  Landhaus Vienna (9)
- 2000-2001:  Landhaus Vienna (10)
- 2001-2002:  Landhaus Vienna (11)
- 2002-2003:  Neulengbach (1)
- 2003-2004:  Neulengbach (2)
- 2004-2005:  Neulengbach (3)
- 2005-2006:  Neulengbach (4)
- 2006-2007:  Neulengbach (5)
- 2007-2008:  Neulengbach (6)
- 2008-2009:  Neulengbach (7)
- 2009-2010:  Neulengbach (8)
- 2010-2011:  Neulengbach (9)
- 2011-2012:  Neulengbach (10)
- 2012-2013:  Spratzern (1)
- 2013-2014:  St. Pölten-Spratzern (2)
- 2014-2015:  St. Pölten-Spratzern (3)
- 2015-2016:  St. Pölten-Spratzern (4)
- 2016-2017:  St. Pölten (5)
- 2017-2018:  St. Pölten (6)
- 2018-2019:  St. Pölten (7)
- 2019-2020: annullata
- 2020-2021: non disputata
- 2021-2022:  St. Pölten (8)
- 2022-2023:  St. Pölten (9)
- 2023-2024:  St. Pölten (10)

## Statistiche

### Vittorie per club
| Club                    | Vittorie | Edizioni                                                                                            |
| ----------------------- | -------- | --------------------------------------------------------------------------------------------------- |
| Austria Vienna/Landhaus | 11       | 1972-73, 1974-75, 1975-76, 1979-80, 1985-86, 1986-87, 1987-88, 1996-97, 1999-2000, 2000-01, 2001-02 |
| Neulengbach             | 10       | 2002-03, 2003-04, 2004-05, 2005-06, 2006-07, 2007-08, 2008-09, 2009-10, 2010-11, 2011-12            |
| St. Pölten              | 10       | 2012-13, 2013-14, 2014-15, 2015-16, 2016-17, 2017-18, 2018-19, 2021-22, 2022-23, 2023-24            |
| Union Kleinmünchen      | 6        | 1990-91, 1992-93, 1994-95, 1995-96, 1997-98, 1998-99                                                |
| Ostbahn XI              | 5        | 1973-74, 1980-81, 1981-82, 1982-83, 1983-84                                                         |
| Elektra Vienna          | 2        | 1976-77, 1977-78                                                                                    |
| LUV Graz                | 1        | 1978-79                                                                                             |
| Wacker Innsbruck        | 1        | 1984-85                                                                                             |
| Brunn am Gebirge        | 1        | 1989-90                                                                                             |
| Innsbrucker             | 1        | 1993-94                                                                                             |